# Paralimnophila (Paralimnophila) styligera
Paralimnophila (Paralimnophila) styligera is een tweevleugelige uit de familie steltmuggen (Limoniidae). De soort komt voor in het Australaziatisch gebied.